# Walkin' Blues
Singles de Son House
Preachin' The Blues Mississippi County Farm Blues
Walkin' Blues est un standard du blues, très certainement écrit par Son House, et enregistré par celui-ci à plusieurs reprises, avec parfois une mélodie, des paroles ou un titre différents. Son premier enregistrement, intitulé My Black Mama, date de 1930. La chanson est popularisée par Robert Johnson qui l'enregistre en 1936, puis par Muddy Waters qui en donne plusieurs interprétations à partir de 1941.

## Différentes versions de Son House
Plusieurs chansons intitulées Walking Blues sont enregistrées avant 1930, comme celles de Ma Rainey ou  Lucille Bogan, mais sont sans rapport avec la chanson de Son House. Certaines paroles comme « I woke up this morning feeling down to my shoes » sont déjà utilisées dans des chansons de blues plus anciennes, par exemple Good Man Sam de Julia Moody en 1922.
Eddie « Son » House enregistre My Black Mama à Grafton, Wisconsin, en août 1930. Il chante seul et s'accompagne lui-même à la guitare. Le morceau est publié en deux parties sur les deux faces d'un disque 78 tours par Paramount en février 1931. La forme musicale est un blues à 12 mesures. Certaines paroles peuvent être discernées dans d'autres disques de l'époque, en particulier Work House Blues de Bessie Smith (1924). A la manière des chants de travail, chaque phrase débute par un silence, représentant la chute imaginaire d'un outil. Un riff au Bottleneck est glissé entre les couplets et les refrains. Dans les années 1960, House reconnait avoir appris la mélodie de James McCoy, un musicien de Lyon, dans le Mississippi, jamais enregistré. A son retour dans le Mississippi, My Black Mama (ou Walking Blues) est rapidement adopté et imité par d'autres musicien de Delta blues. 
Pendant son séjour à Grafton, Son House enregistre avec un autre guitariste, probablement Willie Brown, un blues dont les paroles s'inspirent en partie de Lonesome House Blues de Blind Lemon Jefferson. Cet air est intitulé Walking Blues, bien qu'il soit plus proche de la chanson de Jefferson que de My Black Mama. Cette prestation reste inédite jusqu'en 1988, date à laquelle Document Records la publie sur Delta Blues, Vol. 1, 1929–1930.
En août 1941, à Clack Store, près de Lake Cormorant, dans le Mississippi, House enregistre une autre version de Walking Blues sous la supervision d’Alan Lomax, lors d’une de ses sessions d’enregistrement sur le terrain pour la Bibliothèque du Congrès. Cette fois, House joue avec un groupe composé du guitariste Willie Brown, du mandoliniste "Fiddlin'" Joe Martin et de l’harmoniciste Leroy Williams.
L'année suivante, le 17 juillet 1942, House enregistre à Robinsonville, Mississippi, une nouvelle performance avec Lomax intitulée Walking Blues. Mais celle-ci comporte une mélodie et des paroles fort différentes des premières. D'après une interview menée le même jour, House semble se référer à cette pièce sous le nom de Girl I Love Is Dead.
Après avoir été redécouvert, à la suite de plusieurs décennies d'inactivité musicale, House enregistre Death Letter pour Columbia, une chanson qui répète une partie des paroles de My Black Mama. Cette piste, intitulée Death Letter Blues, sort sur l'album Father of the Folk Blues (1965).
My Black Mama est la version le plus souvent reprise par les autres musiciens.
Singles de Robert Johnson
They're Red Hot / Come on My Kitchen Hell Hound on My Trail / From Four Until Late

## Robert Johnson et Muddy Waters
Robert Johnson enregistre Walkin' Blues le 27 novembre 1936 à San Antonio au Texas (Vocalion 03601). Il l’a probablement apprise des prestations de House dans le Mississippi Delta au début des années 1930. Dans sa version, les paroles « She got Elgin movements, from her head down to her toes » sont directement empruntées à Change My Luck de Blind Lemon Jefferson (1928),. Un autre vers du 3e couplet, « I been mistreated an’ I don’t mind dyin' », a été enregistré précédemment par Mamie Smith en 1920 dans Fare Thee Honey.
Robert Johnson ralenti le tempo du morceau original My Black Mama.
Vraisemblablement, il enseigne la mélodie au bluesman Johnny Temple, qui enregistre Lead Pencil Blues sur cet air en 1935 (Vocalion).
Walkin' Blues est éditée en face B du single Sweet Home Chicago par Vocalion (03601) en juillet 1937. Ce titre est inclus dans la première réédition des chansons de Johnson en 1961, King of the Delta Blues Singers (Columbia). En 1990, on le retrouve sur le coffret 2 CD The Complete Recordings.

### Texte du premier couplet
I woke up this mornin', feelin' round for my shoes
Know by that I got these old walkin' blues, well
Woke up this mornin' feelin round for my shoes
But you know by that, I got these old walkin' blues
Un autre musicien qui connait bien l’air de Son House est Muddy Waters, qui l’enregistre plusieurs fois au début de sa carrière : sous le titre Country Blues pour Lomax en 1941 ; (I Feel Like) Going Home en 1948 pour son second single (Aristocrat 1305), couplé avec I Can't Be Satisfied ; et Walkin' Blues, publié en 1950 sur la face B de Rollin' Stone (Chess 1426).

## Reprises
Diverses versions de Walking Blues sont réalisées ensuite par Paul Butterfield, Taj Mahal et Johnny Winter, entre autres. Chacune se réfère à l'une ou l'autre des performances classiques de House, Johnson et Waters.
Parmi les nombreux artistes ayant repris Walkin' Blues, on compte notamment :
- 1952 : Johnny Shines (sous le titre Rambling), sorti en single ;
- 1966 :
  - Paul Butterfield Blues Band sur l'album East-West, puis en  1993 avec le Paul Butterfield's Better Days
  - Fred McDowell (Brooks Run into the Ocean), sur Fred McDowell Vol. 2
- 1967 : John Hammond sur l'album Mirrors
- 1968 : Taj Mahal, avec Ry Cooder, (The Celebrated Walkin' Blues) sur son premier album homonyme
- 1971 : Bonnie Raitt, sur son premier album homonyme
- 1975 : Hot Tuna sur l'album America's Choice
- 1977 : Robert Lockwood Jr. sur l'album Does 12
- 1981 :
  - Rory Block, sur High Heeled Blues, puis en 2006 sur The Lady and Mr. Johnson, et en 2008 (My Black Mama) sur la compilation Blues Walkin' Like a Man - A Tribute to Son House
  - R. L. Burnside sur Plays and Sings the Mississippi Delta Blues
- 1985 : Rory Gallagher, live paru en 1992 sur Blues Force ; une version acoustique interprétée en 1994 à Montreux parait sur Wheels Within Wheels en 2003
- 1990 : Grateful Dead, sur l'album Without a Net ; on la trouve aussi dans de nombreux albums live du groupe
- 1992 : Eric Clapton sur l'album Unplugged[2], puis sur Sessions for Robert J en 2004
- 1998 : Peter Green Splinter Group sur The Robert Johnson Song Book
- 2000 : James Cotton (Feel Like Going Home) sur Fire Down Under the Hill
- 2001 : Susan Tedeschi et Derek Trucks sur la compilation Hellhound on My Trail - Songs of Robert Johnson
- 2003 : Joe Bonamassa sur Blues Deluxe
- 2005 : Dion, album Bronx in Blue
- 2007 : The Pretty Things (Feel Like Going Home) sur Balboa Island
- 2011 : Todd Rundgren sur Todd Rundgren's Johnson
- 2013 : Taj Mahal et Keb' Mo', dans le film Eric Clapton's Crossroads Guitar Festival (DVD & Blue Ray)
- 2015 : Sonny Landreth sur l'album Bound by the Blues

## Au cinéma
La chanson apparait aussi dans la bande son de plusieurs films.
- 1986 : Crossroads de Walter Hill ; interprété par Sonny Terry et Ry Cooder
- 1993 : Chasse à l'homme (Hard Target) de John Woo avec Jean-Claude Van Damme ; version d'Eric Clapton
- 1996 : Les Fantômes du passé (Ghosts of Mississippi) de Rob Reiner avec Alec Baldwin et Whoopi Goldberg ; version de Robert Johnson
- 2011 : Footloose de Craig Brewer, interprété par Cee Lo Green avec Kenny Wayne Shepherd